# Feldkirchen (Geisenhausen)
Feldkirchen ist ein Gemeindeteil des Marktes Geisenhausen im niederbayerischen Landkreis Landshut.

## Lage
Das Kirchdorf Feldkirchen liegt südlich der Staatsstraße 2054 und westlich der Bahnstrecke Neumarkt-Sankt Veit–Landshut am südlichen rechten Talrand der Kleinen Vils. Östlich der Bahntrasse schließt ein Siedlungsgebiet von Geisenhausen unmittelbar an das Kirchdorf an.
Durch die Entfernung von nur etwa sieben Kilometer besteht Verwechslungsgefahr mit dem weiter östlich liegenden Feldkirchen bei Vilsbiburg.

## Geschichte
In der Erklärung der Schirmvogtei des Herzogs Friedrich vom 10. April 1383 wurde ein Heinrich Veldkircher als herzoglicher Richter über die Herrschaft Haarbach-Geisenhausen eingesetzt, womit der Herzog sein Gerichtsrecht in der Herrschaft durchsetzte. Feldkirchen gehörte zur Obmannschaft Neutenkam der Herrschaft Neufraunhofen und bestand 1752 aus vier Anwesen. Bis in das 19. Jahrhundert unterstand es teilweise dem Patrimonialgericht in Neufraunhofen.
Durch das 1993 ausgewiesene Baugebiet Feldkirchen wurde das ländlich geprägte Dorf baulich mehr mit dem Ort Geisenhausen verbunden.

## Baudenkmäler
- Filialkirche Mariä Himmelfahrt: Der spätgotische Backsteinbau aus der zweiten Hälfte des 15. Jahrhunderts wurde ab 1874 regotisiert und 1883 bis 1884 neugotisch umgestaltet. Dabei erhielt die Kirche ihr nördliches Seitenschiff und den jetzigen Spitzhelm.